# Ghorak (huyện)
Ghorak là một huyện thuộc tỉnh Kandahar, Afghanistan. Dân số thời điểm năm 1999 là 7,877 người.